# Yvoy-le-Marron

Yvoy-le-Marron este o comună în departamentul Loir-et-Cher, Franța. În 1 ianuarie 2022 avea o populație de 757 de locuitori.